# Salento (comune italiano)
Salento (Sala di Gioi fino al 1863) è un comune italiano di 1 746 abitanti della provincia di Salerno in Campania.

## Geografia fisica

### Territorio
- Classificazione sismica: zona 3 (sismicità bassa), Ordinanza PCM. 3274 del 20/03/2003.

### Morfologia
Le zone che circondano l'abitato hanno una copertura quasi esclusiva di piante di ulivo del tipo Salella che prende il nome dal luogo di origine.

### Clima
La stazione meteorologica più vicina è quella di Casal Velino. In base alla media trentennale di riferimento 1961-1990, la temperatura media del mese più freddo, gennaio, si attesta a +8,7 °C; quella del mese più caldo, agosto, è di +25,7 °C.

## Storia
Anticamente il paese si chiamava "Sala di Gioi" (un secondo piccolo centro, “Salella di Gioi”, adiacente a Sala di Gioi rimane disabitato con la peste del 1656) ed era un piccolo casale agricolo della dipendenza longobarda dello Stato di Gioi. Fino all'VIII secolo d.C. il centro presenta uno scarso popolamento, solo con gli insediamenti dei monaci italo-greci, con la conseguente colonizzazione agricola di vaste aree dell'agro comunale, si avrà una vera e propria crescita urbanistica. I primi lignaggi italo-greci che si insediano nel centro giungono tra VIII e X secolo dal cenobio basiliano di Pattano; seguono il percorso del torrente Fiumicello e si insediano nella zona denominata San Basilio e Santa Veneranda.
Il quartiere più antico fondato dai basiliani è collocato nel centro storico del comune. Il lignaggio fondatore dei De Marco fonda il primo quartiere intorno alla chiesa di Santa Maria, gemellando l'omonima chiesa della badia di Pattano (anche se prime notizie di fonti notarili del centro iniziano a partire dal 1043).
Il centro urbano acquisisce l'attuale forma urbis nel corso del Settecento, quando la nuova direttrice del paese segue un percorso diverso dai vecchi insediamenti basiliani. Viene costruito un nuovo quartiere caratterizzato dalla presenza delle dimore della nuova élite borghese (case palazziate) che partendo dalla costruzione del palazzo baronale (Degni-Bammacaro) dei primi decenni del Settecento (collocato al nuovo ingresso del paese), vede poi la costruzione di altre dimore delle famiglie Palazzo, Scarpa, Sollazzo, Parrillo. Il quartiere è collocato sulla via che va dall'attuale palazzo baronale alla chiesa di Santa Barbara (nella cui piazza è collocato anche il municipio).
Sala di Gioi diventa, staccandosi da Gioi, comune autonomo nel 1811.
Successivamente, dopo l'Unità d'Italia, si cambia anche il nome, in quanto, Sala di Gioi, continua a ricordare nei cittadini l'antica dipendenza dal limitrofo, e più importante, centro longobardo. In una seduta del consiglio comunale si dà anche ragione della nuova scelta del nome. Resta il toponimo di Sala, che rinvia ad una gloriosa identità longobarda, viene ripudiato il nome di Gioi, viene rivendicato un legame con la nazione territoriale cilentana. Dalla fusione dei due termini di Sala e Cilento, dopo una riflessione attenta dell'élite locale, si sceglie il nome di Salento.

## Monumenti e luoghi d'interesse
In piazza municipio è sopravvissuta una pietra marmorea del Ventennio fascista che ricorda le sanzioni all'Italia della Società delle Nazioni per la campagna Africana.

## Società

### Evoluzione demografica
Abitanti censiti

### Religione
La maggioranza della popolazione è di religione cristiana appartenenti principalmente alla Chiesa cattolica; il comune appartiene alla diocesi di Vallo della Lucania.

## Cultura

### Cucina
Il piatto tipico del paese sono le "foglie e patane" (verdura di campo con patate, tra cui borraggine, cicorie, finocchietto, etc), mentre il dolce natalizio caratteristico è lo "struffolone", pasta sfoglia ricoperta di glassa. Il paese è noto nel circondario per la tradizione pasticciera.

## Geografia antropica

### Frazioni
In base allo statuto comunale di Salento, le frazioni sono:
- Fasana 863 abitanti, 50 m s.l.m.;
- Palazza 238 abitanti, 25 m s.l.m.;

## Economia
L'economia del paese ruota intorno alla produzione di olio d'oliva, essendo il clima e l'esposizione geografica particolarmente favorevoli. Nelle campagne che circondano l'abitato è sviluppata una notevole attività agrituristica.

## Infrastrutture e trasporti

### Principali arterie stradali
- Strada provinciale 80 Innesto SS 80-Salento-Innesto SP 47, principale asse viario del territorio comunale.
- Strada Provinciale 264 Innesto SS 18 (Omignano)-Ponte sulla Fiumara-Orria-Innesto SP 56.

## Amministrazione

### Sindaci
| Periodo        | Periodo        | Primo cittadino   | Partito      | Carica  | Note |
| -------------- | -------------- | ----------------- | ------------ | ------- | ---- |
| 23 aprile 1995 | 13 giugno 1999 | Nicolino Botti    | lista civica | Sindaco |      |
| 13 giugno 1999 | 6 giugno 2009  | Gianfranco Scarpa | lista civica | Sindaco |      |
| 7 giugno 2009  | 25 maggio 2014 | Angelo De Marco   | lista civica | Sindaco |      |
| 10 giugno 2024 | in carica      | Michele Santoro   | lista civica | Sindaco |      |

### Altre informazioni amministrative
Il comune fa parte della Comunità montana Gelbison e Cervati e dell'Unione dei comuni Valle dell'Alento.
Le competenze in materia di difesa del suolo sono delegate dalla Campania all'Autorità di bacino regionale Sinistra Sele.